# استان مالسی-ا-ماده
استان مالِسی-اِ-ماده (به آلبانیایی: Rrethi i Malësisë së Madhe) نام یکی از استان‌های سی‌وشش‌گانه کشور آلبانی است.